# Jagged Alliance (jeu vidéo)
Jagged Alliance est un jeu vidéo de tactique au tour par tour développé par Madlab Software et édité par Sir-Tech, sorti à partir de 1994 sur DOS, Windows, Nintendo DS et DSiWare.

## Accueil
| Jagged Alliance       |      |       |
| Média                 | Pays | Notes |
| Computer Gaming World | US   | 4,5/5 |
| Gen4                  | FR   | 86 %  |
| Joystick              | FR   | 90 %  |
| PC Gamer UK           | GB   | 82 %  |
| PC Gamer US           | US   | 89 %  |